# Hypochrysops architas
Hypochrysops architas är en fjärilsart som beskrevs av Osbert Salvin 1891. Hypochrysops architas ingår i släktet Hypochrysops och familjen juvelvingar. Inga underarter finns listade i Catalogue of Life.